# Гемлінський університет
Гемлінський університет (англ. Hamline University) — приватний університет у Сент-Полі, Міннесота, США. Заснований у 1854 році, Гемлін є найстарішим університетом у Міннесоті, першим університетом спільного навчання для чоловіків та жінок в Міннесоті та одним із п'яти Асоційованих коледжів міст-побратимів. Університет названий на честь єпископа Леонідаса Лента Гемліна з Об'єднаної методистської церкви. Станом на осінь 2022 року в Гемлінському університеті було 1782 студентів бакалаврату.

## Історія

### Розташування у Ред-Вінзі (1854—1869)
Гемлінський університет був названий на честь Леонідаса Лента Гемліна, єпископа методистської єпископальної церкви, чия зацікавленість фронтиром спонукала його пожертвувати 25 000 доларів на будівництво вищого навчального закладу на території тогочасної Міннесоти. Сьогодні на території студмістечка стоїть виконана покійним професором мистецтва Майклом Прайсом статуя єпископа Гемліна. Заснований як заклад спільного навчання для жінок і чоловіків, Гемлінський університет був одним із перших університетів спільного навчання в Сполучених Штатах. Спочатку університет знаходився у місті Ред-Вінґ, Міннесота. Університетська хартія, отримана в 1854 році, передбачала, що університет повинен був розташовуватись «десь на Міссісіпі між Сент-Полом і озером Пепін». Місто Ред-Вінґ зобов'язалось виділити близько 10 000 доларів США на зведення університетської будівлі та університетський бюджет, а також пожертвувало ділянку землі на схилі пагорба з видом на річку Міссісіпі.
Перші заняття в Гемлінському університеті проводилися в приміщеннях, розташованих на другому поверсі сільського універсального магазину, поки тривало будівництво університетської будівлі. Студенти почали навчання в ред-вінзькій будівлі в січні 1856 року. Первісна будівля містила каплицю, аудиторії, шкільну кімнату, бібліотеку, лабораторію, читальні та гуртожитки. У перший рік функціонування університету до нього були зараховані 73 студенти. У каталозі вони вказані окремо як «Леді та Джентльмени», але більшість із них були дітьми чи підлітками. Всі були зараховані або на початкове, або на підготовче відділення. Не було колегіального поділу — на фронтирі ще не було студентів, готових до коледжу. Вартість навчання коливалася від $4,00 до $6,66 за семестр.
З початком громадянської війни в США кількість студентів впала з 60 до 16 за один рік. В 1862 році не було випускників. Із записів випливає, що 119 чоловіків з Гемлінського університету служили в Армії Союзу під час війни. В 1869 році університет зачинився. Перша будівля у Ред-Вінзі була демонтована в 1872 році.

### Студмістечко в Сент-Полі (1880—1914)
Очікувалося, що протягом двох років після зачинення Гемлінський університет знову розпочне свою роботу на новому місці. Однак у відновленні роботи відбулась затримка через нерішучість у виборі нового місця. Зрештою було обрано ділянку площею 31 гектар в сент-полській прерії між центрами Міннеаполісу та Сент-Полу.
Будівництво почалося в 1873 році, але воно неодноразово відкладалось через економічну кризу. Юніверсіті-хол, будівництво якого було розпочато в 1873 році, будувався частинами та був завершений влітку 1880 року.
7 лютого 1883 року будівля Юніверсіті-хол, якій не виповнилося й двох років, згоріла дотла. Щоб замінити будівлю, були підготовлені плани нової університетської будівлі. Через одинадцять місяців було завершено будівництво нової будівлі Олд-Мейн.
В 1882 році був відкритий Лейдіз-хол — будівля, де навчались жінки. В 1887 році було завершено будівництво Сайенс-холу, в 1907 — бібліотеки Карнегі, в 1909 — нового спортзалу.

### Перша світова війна та повоєнні роки (1915—1929)
Коли у квітні 1917 року почалася Перша світова війна, весняні розклади тренувань з легкої атлетики та бейсболу були скасовані, оскільки зарахування на військову службу та проходження офіцерських курсів спорожнили команди. Гемлінський університет був призначений одним із 38 коледжів у країні, щоб забезпечувати чоловіків для роботи швидкої допомоги у Франції. Двадцять шість чоловіків були відібрані до підрозділу та служили у Франції у 28-й дивізії французької армії. Робота швидкої допомоги під час Першої світової війни була пов'язана з великою особистою небезпекою та потребувала великого досвіду, щоб залишитися в живих. У бою загинули троє колишніх студентів Гемлінського університету: Волліс Ремстед, Ґлен Дональдсон і Волтер Ґеммєл. Однією з найбільш відомих подій, у яких брав участь підрозділ швидкої допомоги Гемлінського університету, також відомий як Підрозділ 568, були бої на території Мез-Аргон, які тривали 47 днів. Під час війни в Підрозділі 568 зберігся прапор, який студенти з Гемлінського університету пошили для себе перед навчанням. Наприкінці війни Підрозділ 568 отримав Воєнний Хрест від французького уряду за свою службу. Восени 1918 року в Гемлінському університеті було створено підрозділ Студентського армійського навчального корпусу, і майже кожен студент став військовослужбовцем. Будівля Сайенс-хол використовувалась для військових цілей, підвал став їдальнею та музеєм, а кілька аудиторій були переобладнані на приміщення для інструктажу і спальні кімнати.

### Велика депресія та Друга світова війна (1930—1945)

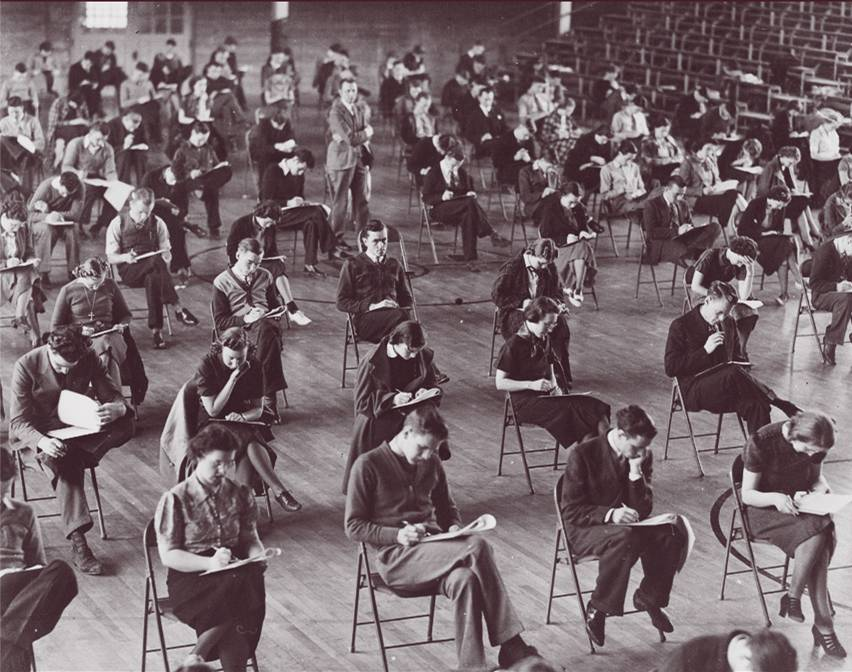
У 1930-х роках студенти Гемлінського університету здають випускний іспит

Цінувались будь-які вакансії, а найбільше цінувалися роботи із забезпеченням житлом та/або харчуванням в університетській будівлі Манор-хол та в чайній Quality Tea Room на Снеллінг-авеню. Також найбільшим попитом користувалися підробітки та кімнати для жінок у приватних будинках. Тим часом частина коштів коледжу, вкладених у сільськогосподарські угіддя, стала непродуктивною, а дохід університету впав після скорочення плати за навчання. Усе це призвело до щорічного дефіциту та значного скорочення зарплат викладачів. Лише в 1935 році Гемлінський університет почав оговтуватися від кризи. Протягом воєнних років кількість студентів у Гемлінському університеті перевищувала 600, за винятком 1943 та 1944 років. Хоча кількість студентів-чоловіків зменшилася, коли чоловіки вступили до збройних сил, кількість студенток збільшилася, коли прибули студентки, що навчались сестринській справі.
У 1940 році Гемлінський університет і методистська лікарня Есбері відкрили в Міннеаполісі медсестринську школу Гемлін-Есбері, яка пропонувала п'ятирічну програму навчання для отримання ступеню бакалавра наук у галузі сестринської справи. Також пропонувалась трирічна програма для отримання диплома медсестри. У 1949 році школа медсестер Маундс-Мідуей приєдналася до школи Гемлін-Есбері, і нещодавно розширений заклад отримав назву Медсестринської школи Гемлінського університету.

### Після Другої світової війни (1946—1966)
Згідно із Законом про реінтеграцію військовослужбовців 1944 року до Гемлінського університету вступило або повернулось на навчання багато ветеранів. Вступники-ветерани розпочали навчання восени 1946 року, коли кількість заяв на навчання уперше перевищила 1000. Зарахування досягло нового максимуму в 1949 році, коли було 1452 студенти, у тому числі 289 у Медсестринській школі. Медсестринська школа, яка була невід'ємною частиною Гемлінського університету з 1940 року і отримала широке визнання завдяки досконалості своєї програми, припинила своє існування в 1962 році після рішення зосередити ресурси та персонал на гуманітарних навчальних програмах. Останній клас у трирічній програмі випустився у 1960 році, а останній клас у програмі отримання ступеня випустився у 1962 році. Загалом 447 жінок закінчили програму з отриманням ступеню, а 758 жінок закінчили трирічну програму.
Після Другої світової війни було побудовано два нових гуртожитки — Дрю-Резіденс для чоловіків і Сорін-хол для жінок. У 1950 році було завершено будівництво нового центру образотворчого мистецтва, а в 1952 році було завершено будівлю Дрю-хол-оф-сайенс. Старий науковий корпус перейшов під управління кафедри соціальних наук та інших кафедр і був перейменований на Сошиал-сайенс-хол. У 1963 році було завершено будівництво студентського центру AG Bush, який став соціальним, розважальним і культурним центром студмістечка. Протягом цього періоду будівлі збільшувалися або реконструювалися, щоб йти в ногу з новими потребами та стандартами.
Між 1953 і 1966 роками викладачі отримали гранти на загальну суму понад 600 000 доларів на освітні та дослідницькі програми.

### Нові наукові видання (1966—1987)
У травні 1970 року Гемлінський університет заклав початок Меморіальній бібліотеці Буша вартістю 2,6 мільйона доларів. Бібліотека, що являє собою триповерхову будівля площею 7730 квадратних метрів, що містить близько 240 000 томів, була відкрита восени 1971 року. Навчальний центр випускників імені Пола Ґідденса, пов'язаний з бібліотекою Карнегі та названий на честь колишнього президента університету, відкрився в жовтні 1972 року. Зараз в центрі розміщуються кафедри соціальних і гуманітарних наук, кафедра педагогіки, а також аудиторії, навчальні зони та лабораторії.

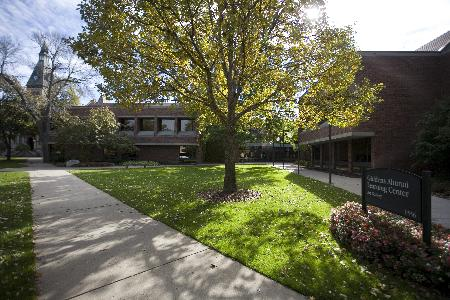
Навчальний центр випускників Пола Ґідденса

Після відкриття Центру образотворчого мистецтва імені Чарльза М. Дрю в 1950 році Гемлінський університет почав поступово набувати постійну колекцію мистецтва. До 2003 року постійна колекція налічувала понад 600 оригінальних творів.

### Нове будівництво та відкриття (1988—2003)
У жовтні 1989 року відкрився музичний зал Сандін-М'юзік-хол вартістю 1,3 мільйона доларів. Науковий центр Орєма Роббінса був відкритий 9 травня 1991 року і став домом для біологічного, хімічного та фізичного факультетів. Будівлю Олд-Мейн, пам'ятку студмістечка, було внесено до Національного реєстру історичних місць; Будівлю ремонтували двічі: влітку 1978 року і знову після пожежі 2 вересня 1985 року, яка завдала шкоди на 10 000 доларів. У жовтні 1990 року робітники почали реконструкцію вартістю 290 000 доларів. Вони демонтували та перебудували секцію вежі висотою 7,3 метра, покрили 106-річну будівлю новим бетонним ґонтом та встановили на вежі чотиристоронній годинник. У 1993 році до вежі додали електричні куранти, які можуть дзвонити в дзвін і грати обрану музику.

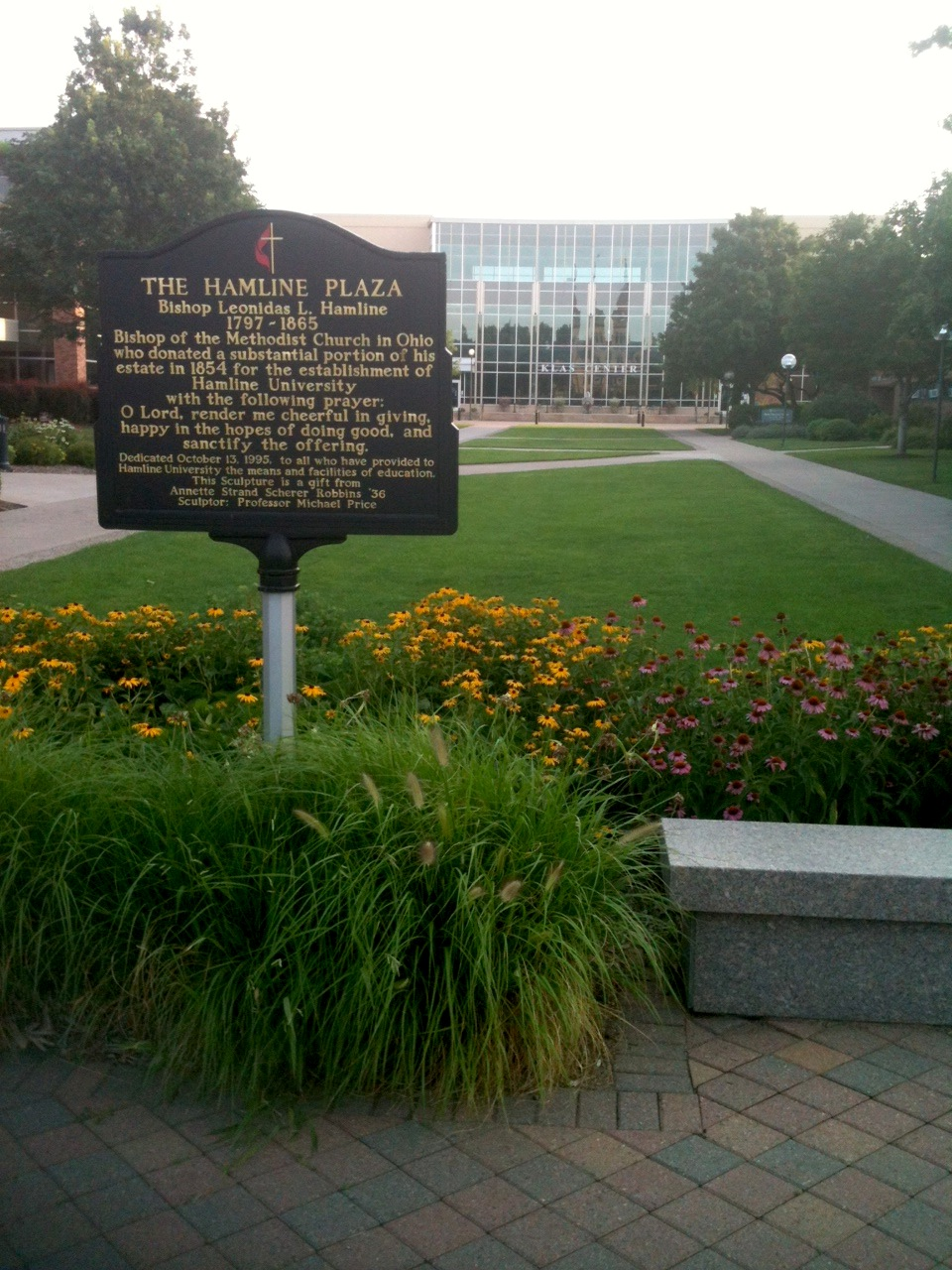
Гемлін-плаза

27 вересня 1996 року розпочалось будівництво Центра права та вищої освіти/Конференц-центру вартістю 5,6 мільйони доларів та площею 4100 квадратних метрів. 2 вересня 1998 року розпочалось будівництво студентського житлового комплексу вартістю 7,7 мільйони доларів для 142 аспірантів і студентів-юристів. Будівництво було завершено у 2000 році перед початком осіннього семестру.
Після чотирьох років планування 18 жовтня 1996 року відбулись перші кроки для зведення спортивно-рекреаційного та оздоровчого комплексу Lloyd WD Walker Fieldhouse вартістю 8,5 мільйона доларів, хоча будівництво розпочалося лише наступної весни. Зведену будівлю відкрили 10 вересня 1998 року. У 2003 році був побудований Klas Center, сучасний багатоцільовий комплекс вартістю 7,1 мільйона доларів, який включає футбольне поле та доріжку, замість застарілого комплексу Norton Field.
Влітку 1996 року на території первісного студмістечка в Ред-Вінзі розпочались археологічні розкопки під керівництвом Джона МакКарті з Інституту археології Міннесоти та професора антропології Скіпа Мессенджера почалися. Триповерхова цегляна будівля, побудована в 1855 році і відкрита вчасно для початку занять у січні 1856 року, була закрита в 1869 році і була знесена в 1871 році. Оскільки з тих часів існує небагато записів, точне розташування та розміри початкової будівлі були невідомі до археологічних розкопок. Розкопки показали, що фундамент оригінальної будівлі був недостатнім для її розмірів, що призвело до припущень, що структурні проблеми могли сприяти закриттю будівлі та остаточному знесенню.

### Сперечання в 21 столітті
Восени 2012 року студенти та викладачі Гемлінського університету протестували проти відмови університету засудити запропоновану поправку до конституції Міннесоти, яка забороняє рівні права на шлюб для всіх громадян. Спроба Гемлінського університету залишитися нейтральним щодо цього питання вважалася несумісною з антидискримінаційною політикою університету та цінностями рівноправності та інклюзивності, а також його спадщиною та ідентичністю Об'єднаних методистів, починаючи з Міннесотської щорічної конференції Сполучених Штатів Методистська церква публічно виступала проти поправки. 1 липня 2015 року Фейніс Міллер стала першою афроамериканкою, яка стала президентом Гемлінського університету, і другою жінкою, яка обіймала цю посаду.

#### Звільнення викладача у зв'язку з демонстрацією зображення пророка Мухаммеда

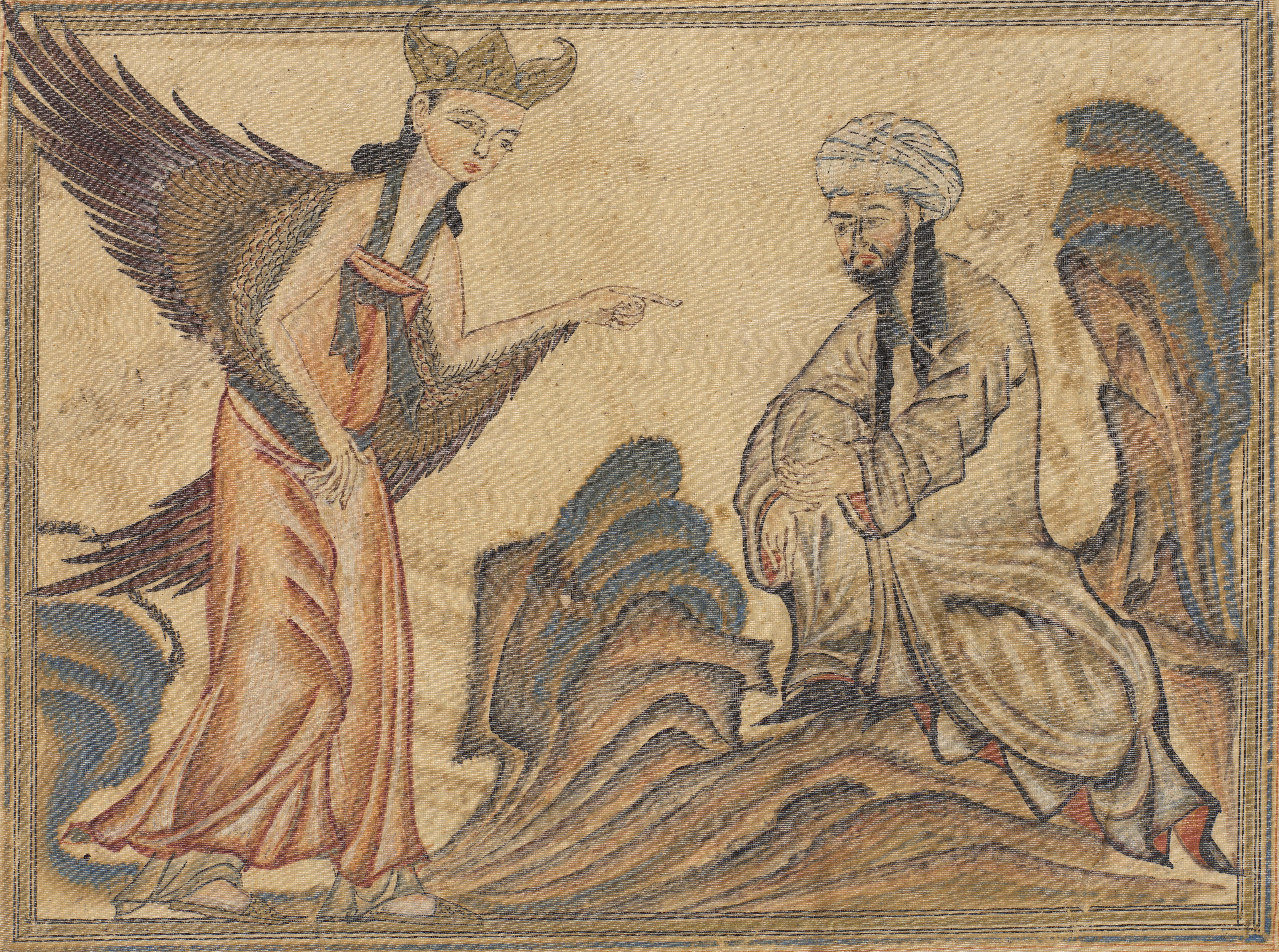
На одній з картин зображені ангел і пророк Мухаммед

У жовтні 2022 року кілька студентів на чолі з президентом відділення Асоціації мусульманських студентів університету звинуватили позаштатного викладача у приховуваній ісламофобії за показ зображень ісламського пророка Мухаммеда на лекції з історії ісламського мистецтва. Професор поінформував студентів про природу зображень у навчальній програмі, виданій на початку семестру, зробив попередження про тригери за кілька днів до заняття та навіть надав застереження безпосередньо перед показом слайдів, дозволяючи студентам пропустити цей конкретний урок. Незважаючи на це, студенти вирішили відвідати урок, в основному мотивовані незвичайним тригерним попередженням.
Незважаючи на вибачення професора перед студентами та всім класом, адміністрація університету відмовилася відновити з нею контракт і через місяць публічно охарактеризувала використання нею зображень «беззаперечно неуважним, неповажним та ісламофобним» та «неприйнятним». У наступні кілька днів, у той час як студентський декан описав такий спосіб викладання як «акт нетерпимості», президент університету Фейніс Міллер попередила усіх співробітників Гемлінського університету, що «повага до студентів-мусульман, які дотримуються віри, мала витіснити академічну свободу».
Вчені критикували підхід Гемлінського університету до академічної свободи та його розуміння ісламу як моноліту, який без розбору засуджував зображення, ігноруючи, що їх замовили мусульманські правителі; Мистецтвознавці зазначали, що зображення є невід’ємною складовою будь-якого уроку історії ісламського мистецтва. Аналогічну позицію зайняли об'єднання за свободу слова Так, організація PEN America назвала припинення трудових відносин із позаштатним викладачем  «одним із найбільш кричущих порушень академічної свободи за останній час».  Вчені також підкреслювала, як зростаюча комерціалізація вищої освіти з низьким рівнем трудових гарантій для позаштатних викладачів дозволяла такі звільнення. Крім того, відомі мусульманські правозахисні організації, у тому числі Рада з американо-ісламських відносин і Мусульманська рада зі зв’язків з громадськістю, виступили із заявами, в яких відкинули звинувачення викладача в ісламофобії.
У січні 2023 року професор подав до суду на університет за релігійну дискримінацію та наклеп; незабаром після цього президент Міллер зняла свої звинувачення в ісламофобії та визнала помилку в тому, що принесла академічну свободу в жертву основним ісламським нормам.  Через тиждень більшість викладачів університету вимагали відставки Міллер. У квітні Міллер оголосила про свій намір піти у відставку в червні 2024 року.

## Рейтинги
В рейтингу регіональних університетів Середнього Заходу на 2024 рік, що складається виданням US News & World Report, Гемлінський університет посів 10 місце. В рейтингу «Навчальний заклад з найкращою цінністю», який також складається US News & World Report, університет обійняв 9 місце. В рейтингу коледжів для ветеранів, що також складається US News & World Report, університет посів 2 місце. Крім того, університет посів 7 місце в рейтингу навчальних програм з педагогіки для студентів бакалаврату, 6 місце — в рейтингу найбільш інноваційних навчальних закладів.
В рейтингу видання Forbes за 2023 рік університет посів 494 місце. В рейтингу коледжів на 2024 рік, що складається виданням The Wall Street Journal, університет посів 184 місце.

## Школи та коледжі

### Коледж гуманітарних наук
Коледж гуманітарних наук пропонує бакалаврські програми. Студенти коледжу можуть отримати ступінь бакалавра мистецтв або бакалавра наук за 41 напрямком навчання. Гемлінський університет є одним із 276 закладів почесного студентського товариства Phi Beta Kappa в країні. Студенти також можуть обрати другорядну спеціалізацію у 38 галузях. Усі студенти проходять стажування, здійснюють спільне дослідження, займаються навчальний проектом із надання послуг або польовим дослідженням.
Співвідношення студентів бакалаврату до викладачів становить 12:1, а середній розмір класу становить 18 осіб. Майже всі (94 %) викладачі мають найвищий ступінь у своїй галузі.

### Педагогічна школа
У Педагогічній школі Гемлінського університету пропонуються програми для магістратури та бакалаврату. Студенти бакалаврату можуть здобути ступінь бакалавра мистецтв або бакалавра наук у галузі гуманітарних наук у поєднанні з освітньою спеціальністю та ліцензією на викладання в Міннесоті. Гемлінський університет має шість аспірантських педагогічних програм, включаючи ступінь доктора педагогічних наук, і можливості професійного розвитку для педагогів.
Школа пропонує такі програми:
- Співробітник з освіти
- Магістр мистецтв у педагогіці
- Магістр мистецтв у педагогіці: педагогіка природничих наук та довкілля
- Магістр мистецтв з англійської як другої мови
- Магістр мистецтв у галузі навчання грамоті
- Магістр викладацької діяльності
- Доктор педагогічних наук

### Програма літературної творчості
Гемлінський університет пропонує три ступені в галузі літературної творчості: бакалавр витончених мистецтв, магістр витончених мистецтв з літературної творчості та магістра з літературного творчості для дітей та молоді.

### Гемлінська школа бізнесу
Гемлінська школа бізнесу пропонує бізнес-програми для бакалаврату та магістратури. За умови проходження програми бакалаврату пропонуються ступені бакалавра бізнес-адміністрування та бакалавра мистецтв у економіці. Школа пропонує другорядну спеціалізацію у бізнес-аналітиці, бізнес-практиці, економіці, менеджменті та управлінні некомерційними організаціями.
Магістерська програма Гемлінської школи бізнесу пропонує такі ступені:
- Магістр ділового адміністрування
- Магістр менеджменту неприбуткових організацій
- Магістр державного управління
- Ступінь доктора державного управління

### Школа права
Університет розпочав будівництво нової будівлі юридичної школи вартістю 4 мільйони доларів у січні 1979 року, яку було завершено у жовтні 1980 року. Школа права Гемлінського університету отримала акредитацію від Американської асоціації юристів у 1975 році Школа права почала видавати студентський юридичний журна Hamline Law Review у 1978 році. Hamline Law Review припинив публікацію в 2015 році та об'єднався з William Mitchell Law Review, щоб сформувати новий юридичний журнал — Mitchell Hamline Law Review.
Другий студентський юридичний журнал почав виходити навесні 1980 року. Спочатку він називався Journal of Minnesota Public Law, а в 1986 році став називатись Hamline Journal of Public Law and Policy. У 2016 році цей журнал був об'єднаний із журналом William Mitchell Journal of Law and Practice, щоб створити журнал Mitchell Hamline Law Journal of Public Policy and Practice.
У 1983 році у співпраці з Радою з питань релігії та права при Школі богослов'я та права Гарвардський університет Школа права Гемлінського університету запустила журнал, який редагували викладачі — Journal of Law and Religion.

## Студентське життя
Студенти Гемлінського університету мають можливість брати участь у різноманітних заходах на території студмістечка. Усі клуби, гуртки та студентські заходи функціонують через відділ у справах студентів. Гемлінські клуби включають організації, які займаються різними навчальними предметами, мистецтвом, журналістикою, культурою, пропагандою/соціальною справедливістю, відпочинком і духовністю. У Гемлінському університеті дві грецькі організації: жіноче товариство Дельта-тау і братство Тета-ксі, обидві з яких розташовані в кварталі на захід від студмістечка. Дві найбільші студентські організації на — Конгрес студентів бакалаврату Гемлінського університету (HUSC) і Програмна рада університету Гемлінського університету (HUPB).
Конгрес студентів бакалаврату Гемлінського університету є керівним органом студентів бакалаврату, метою якого є забезпечення організованого середовища для висвітлення проблем студентів перед адміністрацією. Він також відповідає за нагляд та фінансування більшості студентських організацій у студмістечку. Програмна рада університету Гемлінського університету планує студентські заходи, такі як зустріч випускників, вечірка наприкінці семестру та щорічний конкурс синхронізації губ.

### Гуртожитки та їдальні

#### Гуртожитки

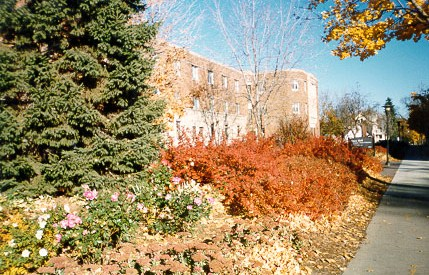
Дрю-Резіденс восени

Гуртожиток Дрю-Резіденс вміщує 200 студентів, чоловіків і жінок. У гуртожитку на кожному поверсі працюють консультанти-резиденти, помічник директора гуртожитку та один місцевий координатор. Дрю-Резіденс було побудовано в 1946 році як чоловічий гуртожиток після пожертвування, зробленого Чарльзом М. Дрю.

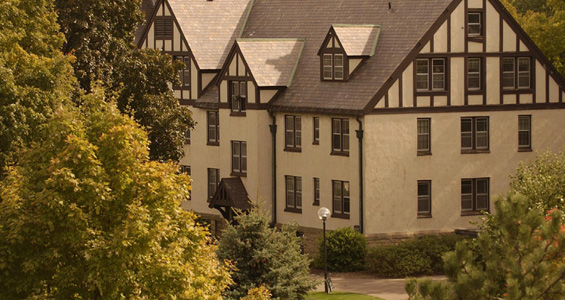
Манор-хол

Манор-хол — найстаріший гуртожиток у студмістечку. Він був побудований у 1922 році як жіночий гуртожиток, хоча сьогодні він є спільним гуртожитком. У Манор-холі проживають студенти другого, третього та четвертого курсів.
Гуртожиток Сорін-хол був побудований у 1958 році та вміщує трохи більше 100 чоловіків і жінок на одностатевих поверхах, включаючи два жіночі та один чоловічий.
Гуртожитки Осборн, Петерсон та Шиллінг, відомі під загальною назвою «Гайтс», — це ідентичні будівлі, побудовані наприкінці 1960-х років. У кожному з них проживає близько 100 першокурсників.

#### Заклади харчування
Основна їдальня розташована в Центрі імені Керол Янг Андерсон і Денніса Л. Андерсона, який часто називають Андерсоном. Закладом керує приватна фірма з приготування їжі АРАМАРК. В їдальні працює принцип «все, що ви можете їсти»: стягується фіксована плата за вхід, незалежно від кількості спожитої їжі. Для студентів доступні плани харчування. У придбання плану харчування входить певна сума грошей, яку можна використати в інших закладах на території студмістечка. Ці гроші можна витратити, використовуючи студентський квиток як дебетову картку.

### Газета та інші видання
Студентська газета Гемлінського університету — The Oracle, заснована у 1888 році. Газета починалася як щомісячний журнал і перетворилася на щотижневу газету коледжу. The Oracle отримує фінансування від Студентської медіа-ради, яка є головною організацією для Liner, університетського щорічника, Fulcrum, університетського літературного журналу та радіо Гемлінського університету.

## Спорт

### Чоловічий баскетбол
Гемлінський університет вважається «батьківщиною міжвузівського баскетболу» та місцем першої зафіксованої баскетбольної гри між двома коледжами. У 1894 році тодішній спортивний директор (і студент) Рей Кейн, який грав у першій баскетбольній команді Джеймса Нейсміта, запровадив цей вид спорту в університеті після того, як Нейсміт розробив правила гри в грудні 1891 року Наступного року була організована жіноча програма. 9 лютого 1895 року Гемлін прийняв першу в історії міжвузівську баскетбольну гру, коли Школа сільського господарства штату Міннесота (нині сент-полський кампус Університету Міннесоти) перемогла Гемлінський університет з рахунком 9–3. Гра проходила в підвалі старого наукового корпусу університету за оригінальними правилами «персикового кошика» Нейсміта, і в ній брали участь дев'ять гравців з кожної сторони.
Гемлінський університет колись був відомий своєю потужною баскетбольною програмою, а університет вважався загальнонаціональним гравцем в цьому виді спорту з 1930-х до 1950-х років. За цей час Гемлінський університет випустив низку гравців НБА, включаючи члена Зали слави Верна Міккельсена. Тодішньому головному тренеру Джо Гаттону-старшому (1931—1965) одного разу запропонували тренувати команду «Міннеаполіс Лейкерс».
Гаттон-арена, домашній майданчик для університетських баскетбольної та волейбольної команд, був побудований у 1937 році. Спочатку він називався Norton Field House, але був перейменований на честь тренера Джо Гаттона. У вестибюлі будівлі стоїть пам'ятник тренеру.
Команда Гемлінського університету брала участь у національному турнірі Національної асоціації міжвузівського спорту 12 разів з 1940 по 1960 рр. Гемлінський університет є одним з 3-ох навчальних закладів, які посіли 4 (1940), 3 (1948), 2 (1953) і 1 (1942, 1949, 1951) місця.

### Чемпіонати конференції
Команди Гемлінського університету неодноразово вигравали чемпіонати Міжвузівської спортивної конференції Міннесоти у чоловічих та жіночих видах спорту. Університет має чоловічі команди в таких видах спорту: бейсбол, баскетбол, крос-кантрі, американський футбол, хокей, легка атлетика, плавання, теніс та футбол. Жіночі команди представлені в таких видах спорту: баскетбол, крос-кантрі, футбол, хокей, гімнастика, лакрос, софтбол, легка атлетика, плавання, теніс та волейбол. Університетська спортивна команда має назву «Пайперс».

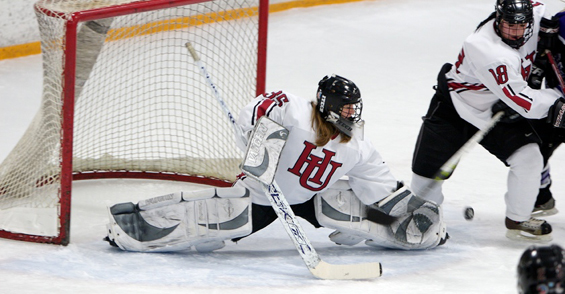
Жіночий хокей Гемлінського університету

У гімнастиці Гемлінський бере участь у Міжвузівській спортивній конференції Вісконсіна. У лакросі Гемлінський університет є членом Жіночої конференції Середнього Заходу з лакросу.

## Видатні випускники
- Патрісія Андерсон — колишній аудитор штату Міннесота та мер міста Іган, штат Міннесота
- Бьорнет М. Чіперфілд — колишній член Палати представників Конгресу США від Іллінойсу
- Алан Д. Клеммонс — колишній член Палати представників Південної Кароліни
- Білл Френзель — колишній член Палати представників США від Міннесоти
- Анна Арнольд Геджмен — лідер громадянських прав і перша афроамериканська випускниця Гемлінського університету
- Ґордон Гінц — чинний член Асамблеї штату Вісконсін
- І Ґан — голова Народного банку Китаю та колишній директор Державного управління іноземної валюти
- Мартін Маґінніс — колишній член Палати представників Конгресу США
- Джон Дж. Мертенс — колишній член Палати представників Південної Дакоти та Сенату Південної Дакоти
- Адольфус Пітер Нельсон — колишній член Палати представників Конгресу США від штату Вісконсін
- Ентоні Сертіч — колишній лідер більшості в Палаті представників Міннесоти
- Ван Тран — колишній член Асамблеї штату Каліфорнія
- Керрі Траск — колишній кандидат до асамблеї штату Вісконсін
- Оскар Янгдал — колишній член Палати представників Конгресу США

### Спортсмени
- Дуейн Бенсон — професійний футболіст, півзахисник, колишній гравець «Окленд Рейдерс», " Атланта Фелконс " і «Г'юстон Ойлерз».
- Лоґан Кларк — професійний боєць змішаних єдиноборств і гравець університетського футболу в Гемлінському університеті[63]
- Ерл Кремер — професійний футболіст
- Лью Дріл — професійний бейсболіст
- Гел Гескінс — професійний баскетболіст
- Джо Гаттон-молодший — професійний баскетболіст
- Верн Міккельсен — професійний баскетболіст «Міннеаполіс Лейкерс» (1949—1959). 4-разовий чемпіон НБА. Зал слави баскетболу (1995)
- Марті Нортон — професійний футболіст
- Гауї Шульц — професійний баскетболіст («Міннеаполіс Лейкерс») і бейсболіст («Бруклін Доджерс», «Філадельфія Філліз», «Цинциннаті Редс»).

### Актори, режисери, драматурги, автори
- Колін Ґрей — актриса кіно і телебачення
- Транґ Лє Нгуєн — автор та ілюстратор
- Клінтон Сандберг — актор кіно і театру[64]
- Девід Веселі — геймдизайнер. Створив Braunstein, ранній вплив Dungeons & Dragons.
- Франсін Йорк — актриса і модель

### Науковці
- Джон Бесслер — професор права та чоловік сенатора США Емі Клобучар
- Артур Джиллетт — хірург, на честь якого названий заклад охорони здоров'я для дітей Gillette Children’s Specialty Healthcare
- Джон Кеннет Гілліард — академік і лауреат премії «Оскар».
- Роберт Лефевр — теоретик лібертаріанства
- Дін Монтґомері — видатний математик і лауреат премії Лероя П. Стіла

### Бізнес і фінанси
- Макс Вінтер — колишній співвласник «Міннеаполіс Лейкерс» і «Міннесота Вайкінгс»

### Ветерани
- Роберт М. Генсон — лауреат Медалі пошани
- Едвін В. Ролінгс — генерал ВПС Сполучених Штатів

### Релігійні лідери
- Джеймс Ньюбері Фіцджеральд — колишній методистський єпископ
- Лестер Мондейл — колишній американський гуманіст і унітарій і єдина особа, яка підписала всі три гуманістичні маніфести
- Д. Пол Рейдер — ранній радіоведучий і композитор гімнів. Вважається першим телепроповідником, який проповідував загальнонаціональній аудиторії.